# Stupid Shit
„Stupid Shit” este un cântec R&B al formației americane Girlicious. Piesa a fost lansată ca cel de-al doilea disc single al grupului, fiind inclus pe materialalul, Girlicious. „Stupid Shit” a debutat pe locul 20 în Canada și a obținut locul 11 în Bulgaria.

## Clasamente
| Clasament              | Poziția maximă | Referință |
| ---------------------- | -------------- | --------- |
| Bulgaria Singles Chart | 11             | [ 2 ]     |
| Canadian Hot 100       | 20             | [ 2 ]     |